# 石耳酸
石耳酸是一种有机化合物，分子式C25H22O10，属于三缩酚酸，存在于石耳屬（Umbilicaria）等地衣中，因而得名。
在地衣中为三苔色酸的伴生产物，具有强的抗氧化性，是地衣中DPPH清除率最高的缩酚酸之一。